# Keringőbogár-szerűek
```

```

A keringőbogár-szerűek (Gyrinoidea) a rovarok (Insecta) osztályában a bogarak (Coleoptera) rendjébe sorolt ragadozó bogarak (Adephaga) alrendjének egyik öregcsaládja.
Egyetlen családja a keringőbogár-félék (Gyrinidae) (Latreille, 1810)